# Zatrephes pseudopraemolis
Zatrephes pseudopraemolis là một loài bướm đêm thuộc phân họ Arctiinae, họ Erebidae.